# Mexikanische Badmintonmeisterschaft 2010
Die Mexikanische Badmintonmeisterschaft 2010 fand in Guadalajara statt. Es war die 61. Auflage der nationalen Titelkämpfe von Mexiko im Badminton.

## Sieger und Finalisten
| Disziplin    | Gold                              | Silber                                  |
| ------------ | --------------------------------- | --------------------------------------- |
| Herreneinzel | Lino Muñoz                        | Andres López Correa                     |
| Dameneinzel  | Victoria Montero                  | Cynthia González                        |
| Herrendoppel | Lino Muñoz Andrés López           | Job Castillo Salvador Sánchez Martínez  |
| Damendoppel  | Cynthia González Victoria Montero | Naty Rangel Mariana Ugalde              |
| Mixed        | Andrés López Victoria Montero     | José Luis González Alcantar Naty Rangel |